# Hollywood gigolo
Hollywood gigolo (engelska: Deuce Bigalow: Male Gigolo)  är en amerikansk komedifilm från 1999 i regi av Mike Mitchell. I huvudrollen ses Rob Schneider. Andra medverkande är Eddie Griffin, Amy Poehler, Oded Fehr, Arija Bareikis och William Forsythe – flera av dem kända från underhållningsprogrammet Saturday Night Live. Verkställande producent Adam Sandler medverkade även som berättarröst. Filmen hade premiär 2 december 1999 i USA och 26 maj 2000 i Sverige. Filmen fick en uppföljare 2005, Deuce Bigalow: European Gigolo. Filmen distribuerades i USA av Columbia Pictures istället för Touchstone Pictures.

## Rollista i urval
- Rob Schneider - Deuce Bigalow
- William Forsythe - Charles "Chuck" Fowler
- Eddie Griffin - Tiberius Jefferson "T.J." Hicks
- Arija Bareikis - Kate
- Oded Fehr - Antoine Laconte
- Gail O'Grady - Claire
- Richard Riehle - Robert "Bob" Bigalow
- Jacqueline Obradors - Elaine Fowler
- Big Boy - Fluisa aka Jabba
- Amy Poehler - Ruth
- Torsten Voges - Tina
- Bree Turner - Allison
- Andrew Shaifer - Neil
- Allen Covert - Vic
- Norm MacDonald - bartender